# Grüne Bewegung (Bulgarien)
Die Grüne Bewegung (bulgarisch Зелено движение, Seleno dwischenie; bis 2019 Die Grünen bulgarisch Зелените, Selenite; kurz ZD für englisch Zeleno dvizhenie) ist eine grün-ökologische Partei in Bulgarien.

## Geschichte

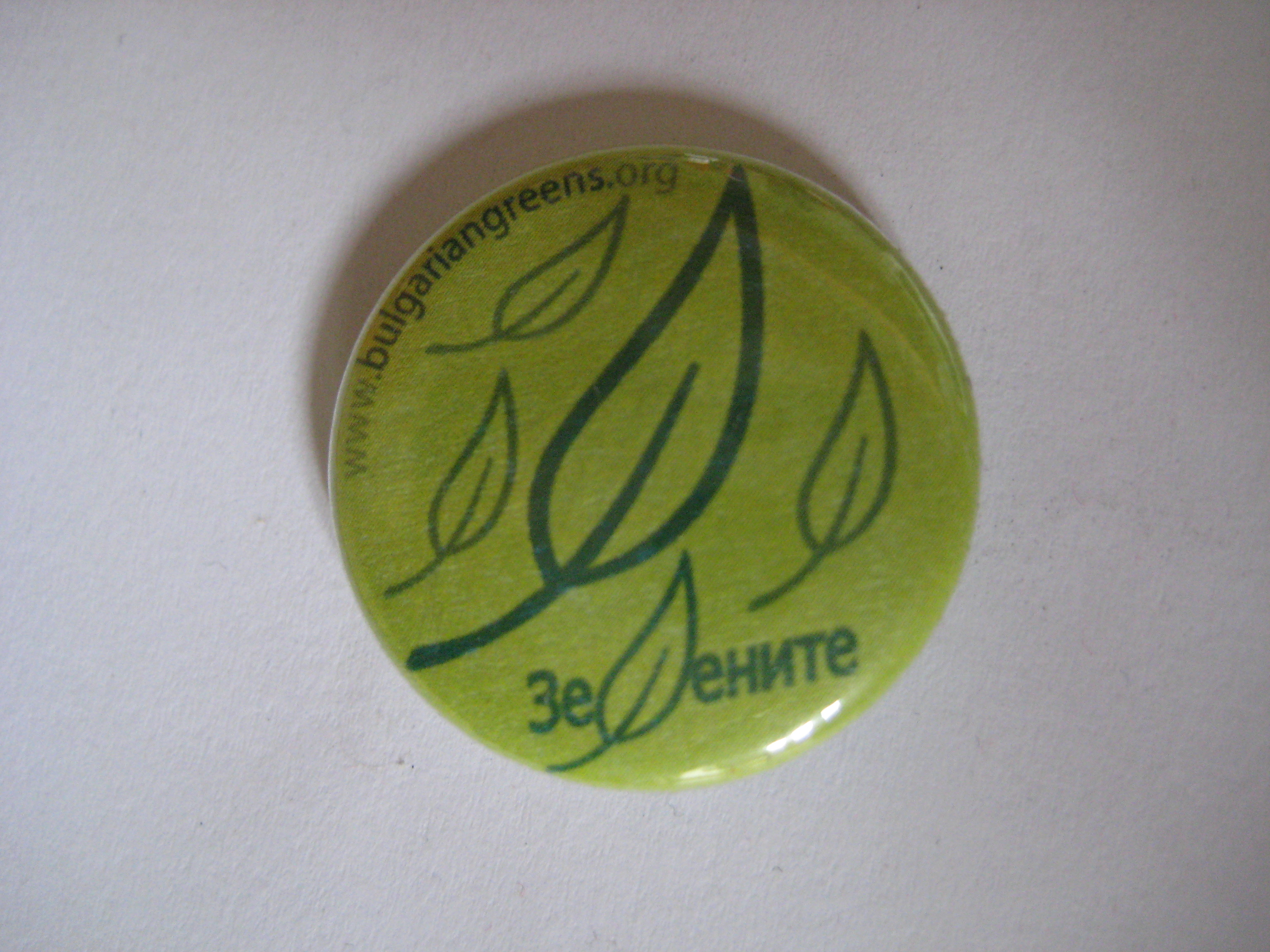
Wahlkampfbutton 2008

Die Partei wurde am 18. Mai 2008 in Sofia von Mitgliedern verschiedener nichtstaatlicher Umweltschutz- und Menschenrechtsorganisationen mit den Namen Selenite (Зелените) gegründet. Die Organisationen wollten auf diese Weise durch politischen Druck die Dialogbereitschaft der bulgarischen Regierung erhöhen und grünes Gedankengut stärker in Bulgarien etablieren. Selenite kritisierte dabei auch die mitregierende Grüne Partei Bulgariens (Зелена партия България).
Im Jahr 2019 änderten Зелените (Selenite) ihren Namen in „Зелено движение“ („Seleno dwischenie“). Die Änderung wurde am 4. Juni 2019 vor Gericht registriert. Die Entscheidung zur Umbenennung wurde von der Nationalversammlung der Partei am 21. April 2019 getroffen und war diktiert durch die Notwendigkeit der Unterscheidbarkeit des Namens nach einer Klage durch die Grüne Partei Bulgariens vor dem Obersten Kassationsgericht.
Am 15. April 2024 gab die Grüne Bewegung bekannt, dass sie nicht mehr Teil des Bündnisses Demokratisches Bulgarien sein werde, so dass nur noch DaB und DSB als Parteien übrig blieben.

## Vorsitzende
Bis Mai 2010: Deniza Petrowa, Andrej Kowatschew und Petko Kowatschew
Seit Mai 2010: Georg Tuparew, Daniela Boschinowa, Andrej Kowatschew
2011–2013: Georg Tuparew, Stojan Jotow, Borislaw (Bobi) Sandow

## Wahlen

### Europaparlamentswahlen 2009
Erstmals nahm die Partei an der Europawahl in Bulgarien 2009 teil und erhielt dort die Unterstützung der Europäischen Grünen Partei. Sie erreichte in Bulgarien mit 18.444 Stimmen einen Anteil von 0,72 %.

### Parlamentswahlen 2009
Auch für die Parlamentswahlen 2009 konnte die Partei die nötige Teilnahmegebühr von rund 25.000 Euro aufbringen und nahm an den Wahlen teil. Sie erhielt 21.841 Stimmen (0,52 %). Damit verfehlte die Partei ihr selbst gestecktes Wahlziel von 1 %.

### Parlamentswahlen 2014
2014 erhielt sie bei den Parlamentswahlen etwa 0,6 % (19.990 Stimmen).

### Wahlallianz „Demokratisches Bulgarien“
2018 schloss sich die Partei mit den Parteien Demokraten für ein starkes Bulgarien und Ja, Bulgarien! zur Wahlallianz „Demokratisches Bulgarien“ zusammen. Bei den Europaparlament-Wahlen 2019 konnte die Allianz einen Sitz erringen.

### Parlamentswahl in Bulgarien im April 2021
Bei den Parlamentswahlen April 2021 erreichte die Wahlallianz 27 Sitze, von denen vier an die Grünen gingen. Albena Simeonowa (Wahlkreis Dobritsch), Borislaw Sandow (Wahlkreis 25 Sofia), Wladislaw Panew (Wahlkreis 24 Sofia) und Iwan Welow (Wahlkreis 23 Sofia) sind die ersten Abgeordneten für die Partei im bulgarischen Parlement.

### Parlamentswahl in Bulgarien im Juli 2021
Bei den Parlamentswahlen im Juli 2021 erreichte die Wahlallianz 34 Sitze, von denen vier an die Grünen gingen. Albena Simeonowa, Borislaw Sandow, Wladislaw Panew, Sorniza Stratiewa wurden ins Parlament gewählt.

### Parlamentswahl in Bulgarien im November 2021
Bei den Parlamentswahlen im November 2021 erreichte die Wahlallianz 16 Sitze, von denen zwei an die Grünen gingen. Wladislaw Panew und Sorniza Stratiewa wurden ins Parlament gewählt.

### Parlamentswahl in Bulgarien 2022
Bei den Parlamentswahlen 2022 erreichte die Wahlallianz 20 Sitze, von denen drei an die Grünen gingen. Wladislaw Panew, Albena Simeonowa und Ilina Mutaftschiewa wurden ins Parlament gewählt.

### Parlamentswahl in Bulgarien 2023
Bei den Parlamentswahlen 2023 erreichte die Wahlallianz von Wir setzen den Wandel fort und Demokratisches Bulgarien 64 Sitze, von denen drei an die Grünen gingen. Wladislaw Panew, Ilina Mutaftschiewa und Daniela Boschinowa wurden ins Parlament gewählt.

## Wahlergebnisse
| Jahr | Wahl                         | Stimmenanteil | Sitze              |
| ---- | ---------------------------- | ------------- | ------------------ |
| 2009 | Europawahl 2009              | 0,72 %        | 0/17               |
| 2009 | Parlamentswahl 2009          | 0,52 %        | 0/240              |
| 2013 | Parlamentswahl 2013          | 0,75 %        | 0/240              |
| 2014 | Europawahl 2014              | 0,56 %        | 0/17               |
| 2014 | Parlamentswahl 2014          | 0,61 %        | 0/240              |
| 2017 | Parlamentswahl 2017          | 2,88 %        | 0/240 1            |
| 2019 | Europawahl 2019              | 6,06 %        | 0/17 2 von 1/17    |
| 2021 | Parlamentswahl April 2021    | 9,29 %        | 4/240 2 von 27/240 |
| 2021 | Parlamentswahl Juli 2021     | 12,48 %       | 4/240 2 von 34/240 |
| 2021 | Parlamentswahl November 2021 | 6,37 %        | 2/240 2 von 16/240 |
| 2022 | Parlamentswahl 2022          | 7,45 %        | 3/240 2 von 20/240 |
| 2023 | Parlamentswahl 2023          | 24,56 %       | 3/240 3 von 64/240 |
| 2024 | Europawahl 2024              | 0,41 %        | 0/17               |
| 2024 | Parlamentswahl Juni 2024     | 0,42 %        | 0/240              |